# 二尾兰属
二尾兰属（学名：Vrydagzynea）是兰科下的一个属，为陆生兰。该属共有40种，分布于热带亚洲至波利尼西亚。